# Московський державний академічний камерний хор
Московський державний академічний камерний хор  московський хор під керуванням диригента, професора Володимира Мініна.

## Історія
Московський державний академічний камерний хор був створений в 1972 році диригентом, професором Володимиром Мініним. З моменту створення і по теперішній час він є його художнім керівником .
Хор виступав з концертами в Росії і за кордоном. З хором виступали солісти: Ірина Архипова, Олена Образцова, Марія Гулегіна, Зураб Соткілава, Євген Нестеренко, Олександр Ведерников, Паата Бурчуладзе та інші.
У роки радянської влади хор відроджував духовні твори російських композиторів — С. Рахманінова, П. Чайковського, С. Танєєва, П. Чеснокова, А. Гречанінова, А. Кастальского.
З 1996 року хор виступав на фестивалі в м. Брегенц (Австрія) з оперними постановками («Бал-Маскарад» і «Трубадур» Дж. Верді, «Богема» Дж. Пуччіні, «Золотий півник» М. Римського-Корсакова, «Пригоди лисички-шахрайки» Л. Яначека, «Вестсайдська історія» Л. Бернстайна, «Маскарад» К. Нільсена, «Королівський палац» К. Вайля). В оперному театрі Цюріха хор виконував опери «Хованщина» М. Мусоргського, «Демона» Н. Рубінштейна. У 2010 році Московський державний академічний камерний хор брав участь в Культурної програми Олімпійських Ігор в Ванкувер е, в церемонії закриття зимової Олімпіади.
Хором записано близько 40 музичних дисків, включаючи диски, записані на фірмі Deutsche Grammophon.
Про хорі телеканалом «Культура» знято два фільми рос. «Русские святыни»   та «Російська православна музика».
В даний час солістами хору є: Белла Кабанова (сопрано), Євгенія Сорокіна (сопрано), Ірина Нікольська (меццо-сопрано), Світлана Миколаєва (меццо-сопрано), Борислав Молчанов (тенор), Андрій Крижанівський (бас), Євген Капустін (баритон), Віталій Серебряков (тенор), Євген Черняк (тенор).

## Роботи
У 2011-2012 роках хор показав кантату К. Орфа Catulli Carmina, концертну версію мюзиклу Л. Бернстайна Wonderful town.
У 2013-2014 роках хор виконав в концертному виконанні опери «Русалка» Даргомижського з Великим симфонічним оркестром під керуванням В. Федосєєва, ораторії «Марія Магдалина» Массне з Російським національним оркестром під керуванням М. Плетньова, кантати Carmina burana К. Орфа з Держоркестром імені Є. Ф. Светланова. У 2014 році у Великому залі консерваторії хор виконав концерт рос. «Русское серце» на честь ювілею В. Мініна і «Креольської меси» А. Раміреса, «Болеро» М. Равеля (в аранжуванні І.Заборова), «Меса Миру» К. Дженкінса.
Гастролі хору проходили в містах Новосибірську, Омську, Томені, Пермі, Челябінську, Єкатеринбурзі, в Японії.
«Літургію св. Іоанна Златоуста »і« Всенічне бдіння »С. Рахманінова у виконанні Хору під керуванням В. Мініна були записані японською корпорацією телемовлення NHK.
Хор надає допомогу Науково-практичного центру медичної допомоги дітям «Солнцево», дає благодійні концерти в школах Москви.